# Tarasa Szewczenka
Tarasa Szewczenka (ukr. Тараса Шевченка) – jedna ze stacji kijowskiego metra na linii Linia Obołonśko-Teremkiwśkiej. Została otwarta 19 grudnia 1980. 
Znajduje się w północnej części historycznej dzielnicy Padół i nazwa stacji nawiązuje do znanego ukraińskiego poety, pisarza i malarza Tarasa Szewczenki.
Stacja znajduje się płytko pod ziemią i składa się z centralnego holu z marmurowymi prostokątnymi kolumnami. Ściany wzdłuż torów zostały wykończone ciemnoczerwonym marmurem i płytkami ceramicznymi z motywem roślinnym. Oświetlenie pochodzi z dużych okrągłych lamp zwisających z sufitu. Na końcu korytarza znajduje się popiersie Tarasa Szewczenki z białego kamienia, otoczone przez te same motywy roślinne, który znajduje się na ścianach stacji. Stacja dostępna jest przez tunele pasażerskie na ulicach Oleniwska i Meżyhirska.